# Панкеев, Константин Матвеевич
Константин Матвеевич Панкеев (1860, Каховка, Таврическая губерния — 2 [15] июля 1908, Москва) — русский помещик, дворянин, государственный деятель Российской империи. Отец самого известного пациента Зигмунда Фрейда, Сергея Панкеева.

## Биография
Сын богатого землевладельца юга Российской империи Матвея Степановича Панкеева. Братья Алексей, Епифан, Николай и Петр — также купцы и государственные деятели.
Дворянин, потомственный почетный гражданин, титулярный советник, алешковский 2-й гильдии купец, крупный землевладелец, одесский домовладелец (улица Маразлиевская, дом № 20, архитектор Л. Л. Влодек, 1890-е гг., памятник архитектуры), авторитетный гласный Одесской Городской думы (был избран на четырёхлетний срок 1905—1908), издатель, почетный член Одесского городского попечительства детских приютов, человек широко образованный и либеральный, владелец весьма популярного в художественной среде имения в Васильевке.
Был членом конституционно-демократической партии, одним из лидеров её влиятельного южнорусского крыла и издателем либеральной газеты «Южные записки» (1904—1905 гг).
Умер 2 июля 1908 года в Москве из-за передозировки снотворного веронал. Тело Константина Матвеевича было привезено из Москвы в Одессу, где в присутствии известнейших людей того времени отпето в Спассо-Преображенском Соборе. Похоронен он был на Старом христианском кладбище.
"Покойный был человеком сильной воли и недюжинного ума; он умер слишком рано, 48-лет, полный сил и стремлений поучаствовать в борьбе за лучшее будущее. К сожалению, его жизнь сложилась далеко не так, как мечтал юноша-Панкеев. В последнее время К.М. стал душой нового литературного дела, которому он придавал большое значение: недавно вышел №1 непериодического сборника "Зарницы", вместивший в себе не только беллетристику, но и обобщающие статьи по разнообразным вопросам русской общественной жизни, а К.М. уже усиленно хлопотал о дальнейших выпусках "Зарниц" и ему было обещано самое деятельное участие в этом издании наиболее прогрессивных и талантливых деятелей обновляющейся России. .. ."Памяти К.М. Панкеева" в газете "Одесский Листок" от 20 июля 1908 года

## Усадьба в Васильевке
В 1891 году Константин Матвеевич покупает Васильевку у наследников генерала Дубецкого и переписывает его на свою жену, Александру Семёновну. Именно она с тех пор и значится в списках в качестве владелицы Васильевки и небольшого участка в соседней Выгоде. В Васильевке была усадьба, которую, по предположениям, проектировал и строил знаменитый архитектор Франц Боффо, а разбивкой парка вокруг здания руководил другой маститый архитектор Иван Даллаква
«Наше имение было очень красивым: огромный, напоминающий замок, сельский дом, окруженный старым парком, который постепенно переходил в лес. Здесь был также пруд, достаточно большой для того, чтобы называться озером» — Сергей Панкеев
Именно здесь Сергею приснился сон о серых волках, молча сидящих на ветвях орехового дерева и посылающих ему сообщения глазами. Он стал истерически бояться изображения волков, постоянно крича, что волк придёт и его съест. С этого момента, по мнению Фрейда, началась психологическая болезнь.

## Семья
Был женат на Александре Семёновной (1863—1953), урожденной Шаповаловой.
Дети: Анна Панкеева (1884—1906) и Сергей Панкеев (1886—1979).